# Gourgeon
Gourgeon est une commune française située dans le département de la Haute-Saône, la région culturelle et historique de Franche-Comté et la région administrative Bourgogne-Franche-Comté.

## Géographie

### Hydrographie
Le ruisseau La Gourgeonne, affluent de rive droite de la Saône, prend sa source sur le territoire de la commune, dont elle tire son nom.

### Climat
Pour des articles plus généraux, voir Climat de la Bourgogne-Franche-Comté et Climat de la Haute-Saône.
En 2010, le climat de la commune est de type climat des marges montargnardes, selon une étude du Centre national de la recherche scientifique s'appuyant sur une série de données couvrant la période 1971-2000. En 2020, Météo-France publie une typologie des climats de la France métropolitaine dans laquelle la commune est dans une zone de transition entre le climat océanique altéré et le climat océanique altéré et est dans la région climatique  Lorraine, plateau de Langres, Morvan, caractérisée par un hiver rude (1,5 °C), des vents modérés et des brouillards fréquents en automne et hiver. 
Pour la période 1971-2000, la température annuelle moyenne est de 10,1 °C, avec une amplitude thermique annuelle de 17,1 °C. Le cumul annuel moyen de précipitations est de 948 mm, avec 13 jours de précipitations en janvier et 9,3 jours en juillet. Pour la période 1991-2020, la température moyenne annuelle observée sur la station météorologique de Météo-France la plus proche, « Combeaufontaine », sur la commune de Combeaufontaine à 4 km à vol d'oiseau, est de 10,7 °C et le cumul annuel moyen de précipitations est de 1 044,0 mm. 
La température maximale relevée sur cette station est de 41 °C, atteinte le 25 juillet 2019 ; la température minimale est de −26 °C, atteinte le 6 janvier 1985,,. 
Les paramètres climatiques de la commune ont été estimés pour le milieu du siècle (2041-2070) selon différents scénarios d'émission de gaz à effet de serre à partir des nouvelles projections climatiques de référence DRIAS-2020. Ils sont consultables sur un site dédié publié par Météo-France en novembre 2022.

## Urbanisme

### Typologie
Au 1er janvier 2024, Gourgeon est catégorisée commune rurale à habitat dispersé, selon la nouvelle grille communale de densité à sept niveaux définie par l'Insee en 2022.
Elle est située hors unité urbaine. Par ailleurs la commune fait partie de l'aire d'attraction de Vesoul, dont elle est une commune de la couronne,. Cette aire, qui regroupe 158 communes, est catégorisée dans les aires de 50 000 à moins de 200 000 habitants,.

### Occupation des sols
L'occupation des sols de la commune, telle qu'elle ressort de la base de données européenne d’occupation biophysique des sols Corine Land Cover (CLC), est marquée par l'importance des territoires agricoles (49,2 % en 2018), en augmentation par rapport à 1990 (48,3 %). La répartition détaillée en 2018 est la suivante : 
forêts (48,7 %), terres arables (34,3 %), prairies (12,1 %), zones agricoles hétérogènes (2,8 %), zones urbanisées (2 %). L'évolution de l’occupation des sols de la commune et de ses infrastructures peut être observée sur les différentes représentations cartographiques du territoire : la carte de Cassini (XVIIIe siècle), la carte d'état-major (1820-1866) et les cartes ou photos aériennes de l'IGN pour la période actuelle (1950 à aujourd'hui).

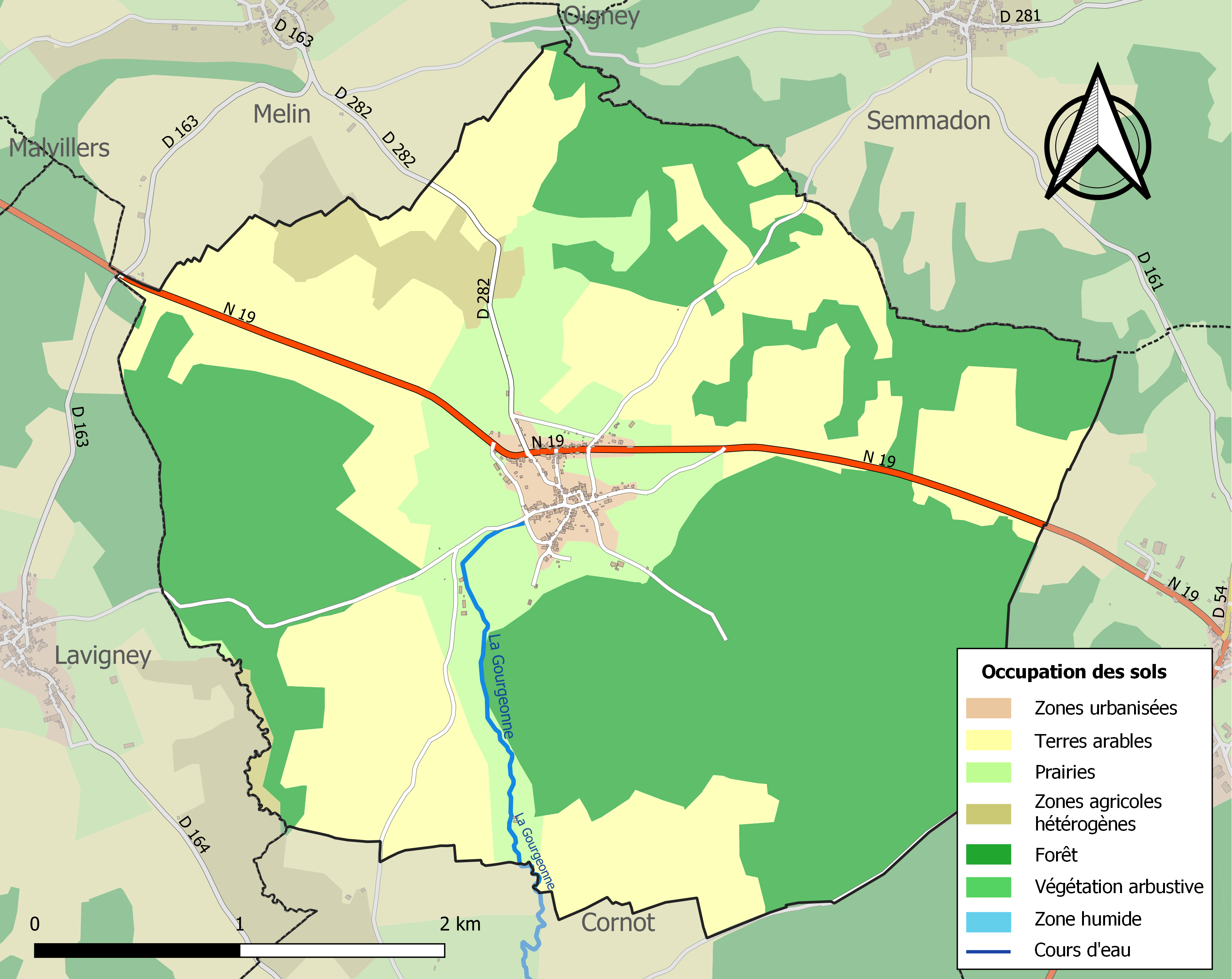
Carte des infrastructures et de l'occupation des sols de la commune en 2018 (CLC).

## Politique et administration

### Rattachements administratifs et électoraux
La commune fait partie de l'arrondissement de Vesoul du département de la Haute-Saône, en région Bourgogne-Franche-Comté. Pour l'élection des députés, elle dépend de la première circonscription de la Haute-Saône.
La commune appartenait depuis la Révolution française au canton de Combeaufontaine. Dans le cadre du redécoupage cantonal de 2014 en France, la commune fait désormais partie du canton de Jussey.

### Intercommunalité
La commune était membre fondateur de la petite communauté de communes des belles fontaines, intercommunalité créée en 1997 et qui regroupait environ 2 000 habitants en 2009.
L'article 35 de la loi n° 2010-1563 du 16 décembre 2010 « de réforme des collectivités territoriales » prévoyait d'achever et de rationaliser le dispositif intercommunal en France, et notamment d'intégrer la quasi-totalité des communes françaises dans des EPCI à fiscalité propre, dont la population soit normalement supérieure à 5 000 habitants.
Dans ce cadre, le schéma départemental de coopération intercommunale a prévu la fusion cette intercommunalité avec d'autres, et l'intégration à la nouvelle structure de communes restées jusqu'alors isolées. Cette fusion, effective le 1er janvier 2013, a permis la création de la communauté de communes des Hauts du val de Saône, à laquelle la commune est désormais membre.

### Liste des maires
| Période    | Période  | Identité            | Étiquette | Qualité                                                                                   |
| ---------- | -------- | ------------------- | --------- | ----------------------------------------------------------------------------------------- |
| mars 2001  | 2014     | M. Claude Vanderkam |           | Travailleur social puis agriculteur Président de l'ex-CC des belles fontaines ( ? → 2012) |
| avril 2014 | En cours | Nicolas Pierre      |           | Vice-président de la CC des Hauts du val de Saône (2014 → )                               |

## Démographie
L'évolution du nombre d'habitants est connue à travers les recensements de la population effectués dans la commune depuis 1793. Pour les communes de moins de 10 000 habitants, une enquête de recensement portant sur toute la population est réalisée tous les cinq ans, les populations de référence des années intermédiaires étant quant à elles estimées par interpolation ou extrapolation. Pour la commune, le premier recensement exhaustif entrant dans le cadre du nouveau dispositif a été réalisé en 2008.

En 2022, la commune comptait 178 habitants, en évolution de −20,89 % par rapport à 2016 (Haute-Saône : −1,4 %, France hors Mayotte : +2,11 %).
| 1793 | 1800 | 1806 | 1821 | 1831 | 1836 | 1841 | 1846 | 1851 |
| ---- | ---- | ---- | ---- | ---- | ---- | ---- | ---- | ---- |
| 351  | 532  | 458  | 528  | 621  | 621  | 607  | 590  | 591  |

| 1856 | 1861 | 1866 | 1872 | 1876 | 1881 | 1886 | 1891 | 1896 |
| ---- | ---- | ---- | ---- | ---- | ---- | ---- | ---- | ---- |
| 535  | 538  | 540  | 497  | 494  | 476  | 461  | 455  | 438  |

| 1901 | 1906 | 1911 | 1921 | 1926 | 1931 | 1936 | 1946 | 1954 |
| ---- | ---- | ---- | ---- | ---- | ---- | ---- | ---- | ---- |
| 404  | 395  | 378  | 302  | 286  | 268  | 274  | 262  | 228  |

| 1962 | 1968 | 1975 | 1982 | 1990 | 1999 | 2006 | 2008 | 2013 |
| ---- | ---- | ---- | ---- | ---- | ---- | ---- | ---- | ---- |
| 229  | 233  | 175  | 159  | 163  | 182  | 234  | 247  | 230  |

| 2018 | 2022 | - | - | - | - | - | - | - |
| ---- | ---- | - | - | - | - | - | - | - |
| 192  | 178  | - | - | - | - | - | - | - |

## Lieux et monuments
- Une fontaine et un viaduc.
- Église de la Nativité-de-Notre-Dame : reconstruite en 1751. Située dans le diocèse de Besançon, elle fait partie de l'unité pastorale de Combeaufontaine-Laître. Le curé est M. l'abbé Georges Martin[Quand ?].

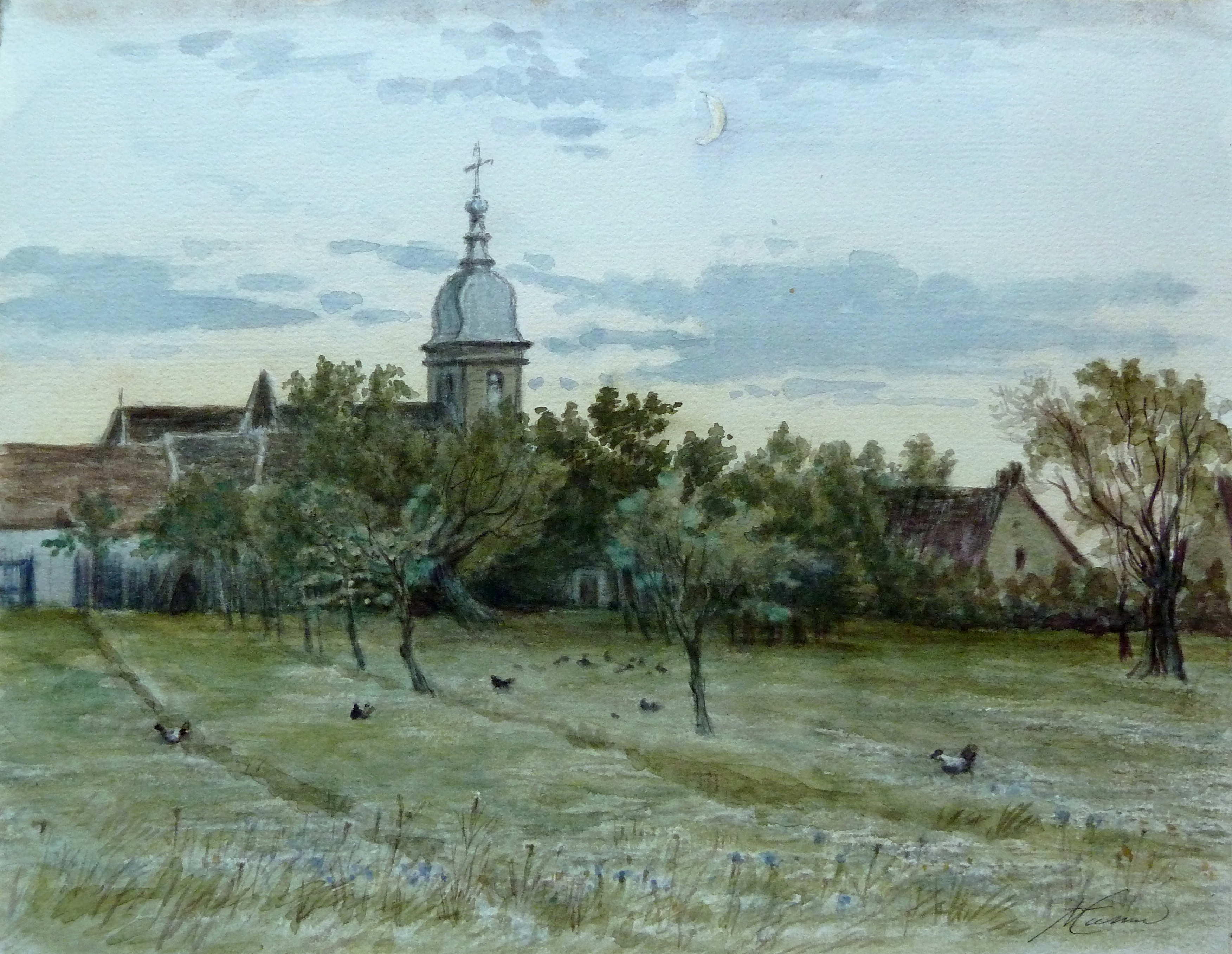
Victor Masson, Clocher de l'Eglise à Gourgeon, fin du XIXe siècle, Collection particulière